# 新盆唐線D000系電車
新盆唐線D000系電車（シンブンダンせんD000けいでんしゃ）は、大韓民国の新盆唐線株式会社が保有する鉄道車両（通勤形電車）である。新盆唐線 新沙駅 - 光教駅間の一般列車（各駅停車）に使用されている。なお、京畿鉄道が所有する京畿鉄道D000系電車と新ソウル鉄道が保有する新ソウル鉄道D000系電車も、本系列と同一仕様である。

## 概要
新盆唐線の開業に伴い製造された車両であり、2010年4月11日から2011年1月22日にかけて1次車（新盆唐線株式会社が保有）となる6両編成12本が導入された。
光教駅までの延伸に備え、2014年9月22日から2015年5月7日にかけて2次車（京畿鉄道が保有）となる6両編成8本が導入された。
2022年の新沙駅までの延伸に備え、2020年に、3次車（新ソウル鉄道が保有）となる6両編成3本が導入された。
車体はステンレス鋼製で、前面には大型の非常扉が設置されている。この非常扉は管制室から遠隔開放が可能であり、車いすでの利用も考慮されている。乗降扉は、プラグ式。
保安装置には韓国初となるCBTCによる無人運転システムが搭載され、通常の営業運転は全自動運転で実施されるが、運転士の資格を持つ職員が添乗しており、非常時には手動運転が可能である。また、ライトレールなどを除くと大型車両唯一の無人運転システム搭載車である。
光教車両事業所が竣工するまでは盆唐線の盆唐車両事業所を暫定的に使用しており、盆唐車両事業所への出入庫に際して必要となる盆唐線用の自動列車制御装置(ATC)も搭載している。
主幹制御器はT字型のワンハンドル式だが、通常は格納されており、手動運転時にのみ使用される。

## 配属
- D01〜D23：光教車両事業所

### 現在の運行区間
- 新盆唐線 新沙駅 - 光教駅

## 編成表
編成番号は、4桁の車号のうち号車を意味する百の位を除く3桁で表現する。（例：1号車がD101である編成＝D01編成）なお、8両編成化に備えて、D500形・D600形は欠番。
|          | ← 新沙光教 → |              |              |              |              |              |        |              |
| 号車     | 1            | 2            | 3            | 4            | 5            | 6            | 製造年 | 所有会社     |
| 形式     | D100形       | D200形       | D300形       | D400形       | D700形       | D000形       | 製造年 | 所有会社     |
| 区分     | Tc1          | M1           | M2           | T            | M1           | Tc2          | 製造年 | 所有会社     |
| 車両番号 | D101 ： D110 | D201 ： D210 | D301 ： D310 | D401 ： D410 | D701 ： D710 | D001 ： D010 | 2010年 | 新盆唐線     |
| 車両番号 | D111 D112    | D211 D212    | D311 D312    | D411 D412    | D711 D712    | D011 D012    | 2011年 | 新盆唐線     |
| 車両番号 | D113 D114    | D213 D214    | D313 D314    | D413 D414    | D713 D714    | D013 D014    | 2014年 | 京畿鉄道     |
| 車両番号 | D115 ： D120 | D215 ： D220 | D315 ： D320 | D415 ： D420 | D715 ： D720 | D015 ： D020 | 2015年 | 京畿鉄道     |
| 車両番号 | D121 ： D123 | D221 ： D223 | D321 ： D323 | D421 ： D423 | D721 ： D723 | D021 ： D023 | 2020年 | 新ソウル鉄道 |

| 凡例 - VVVF -主制御装置 - SIV -静止形インバータ - CP -空気圧縮機 - BT -蓄電池 |

## 画像

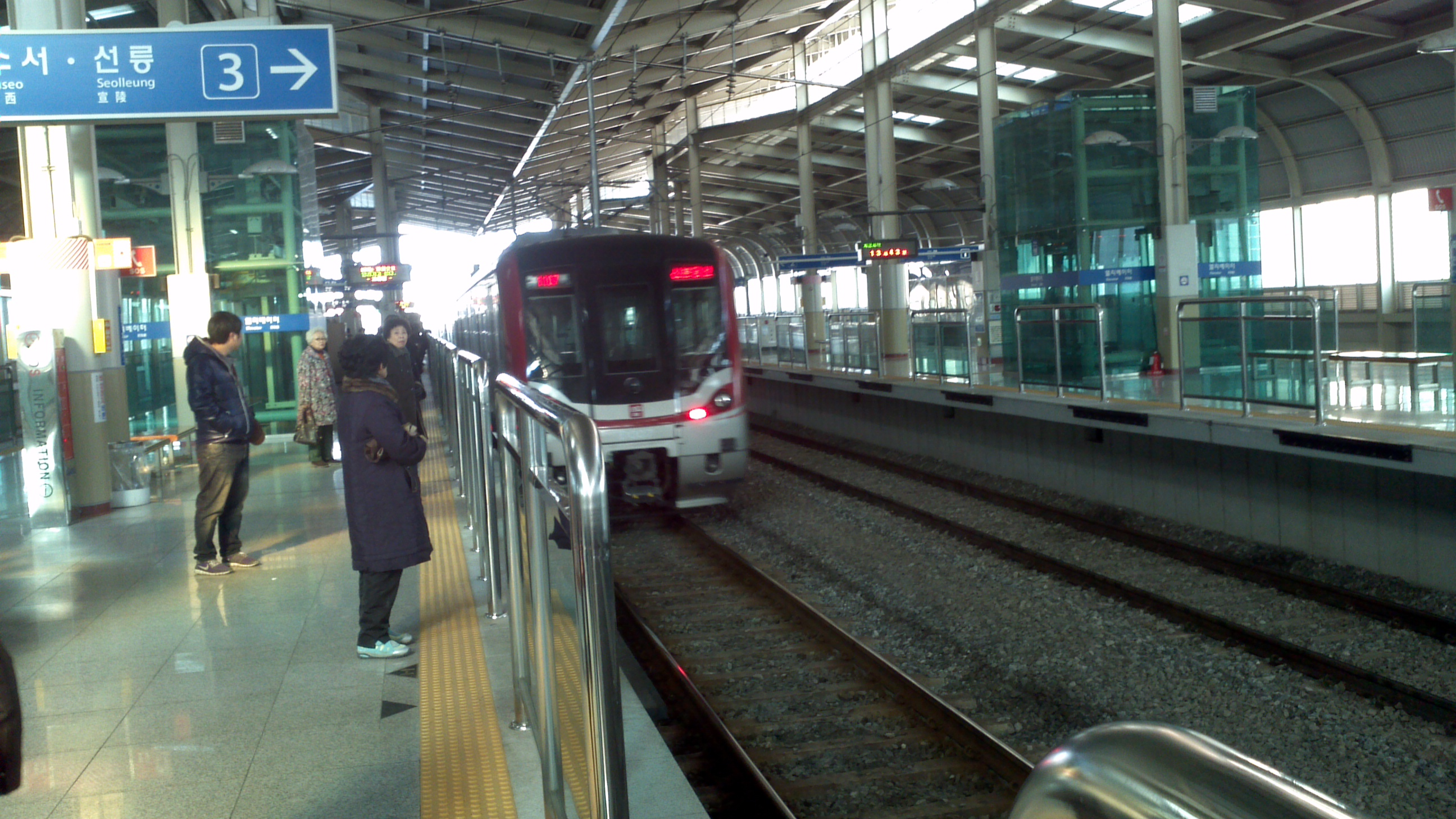
盆唐線竹田駅に回送されたD000系電車 (2016年1月以前)
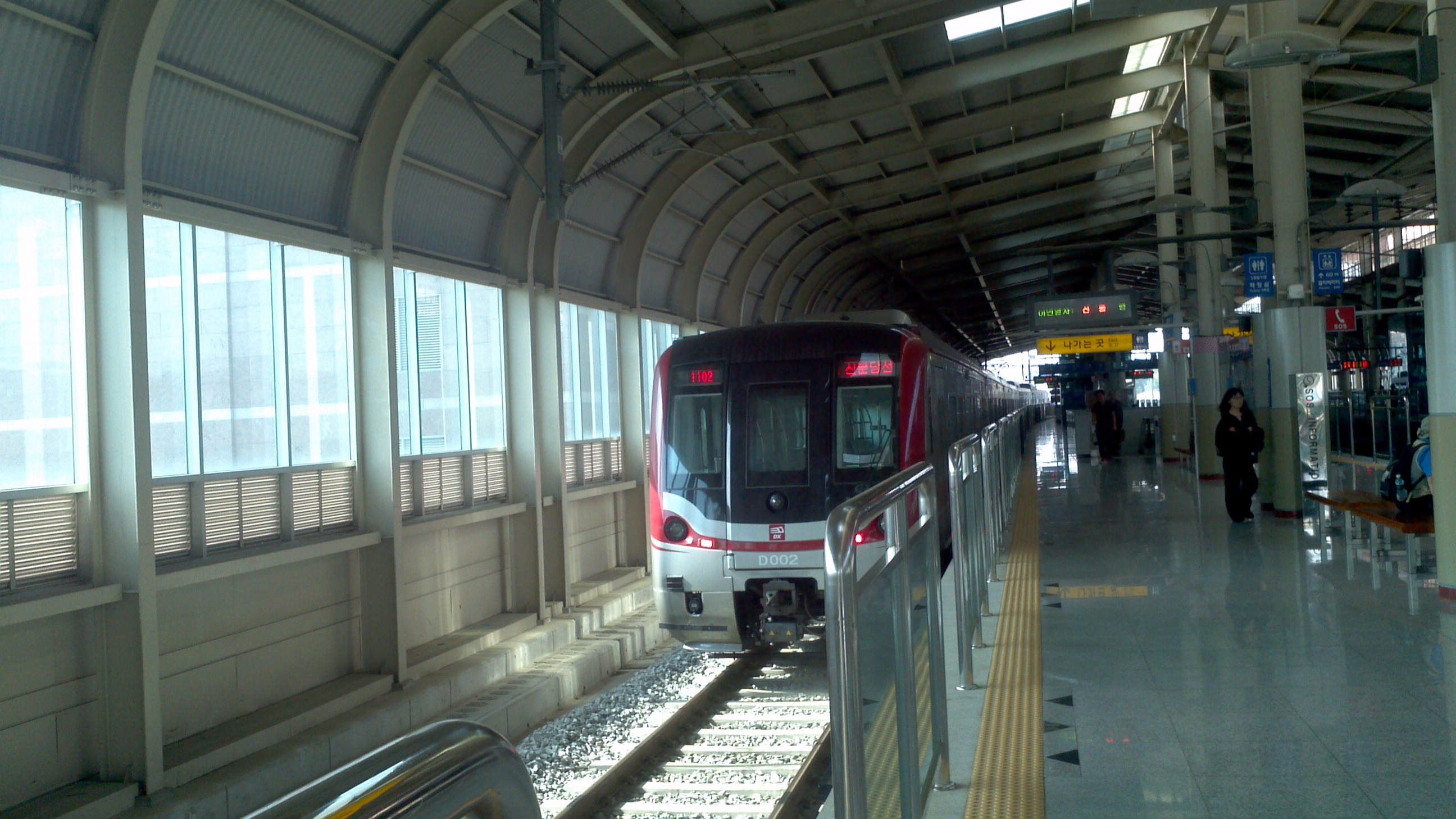
竹田駅で待機中のD02編成
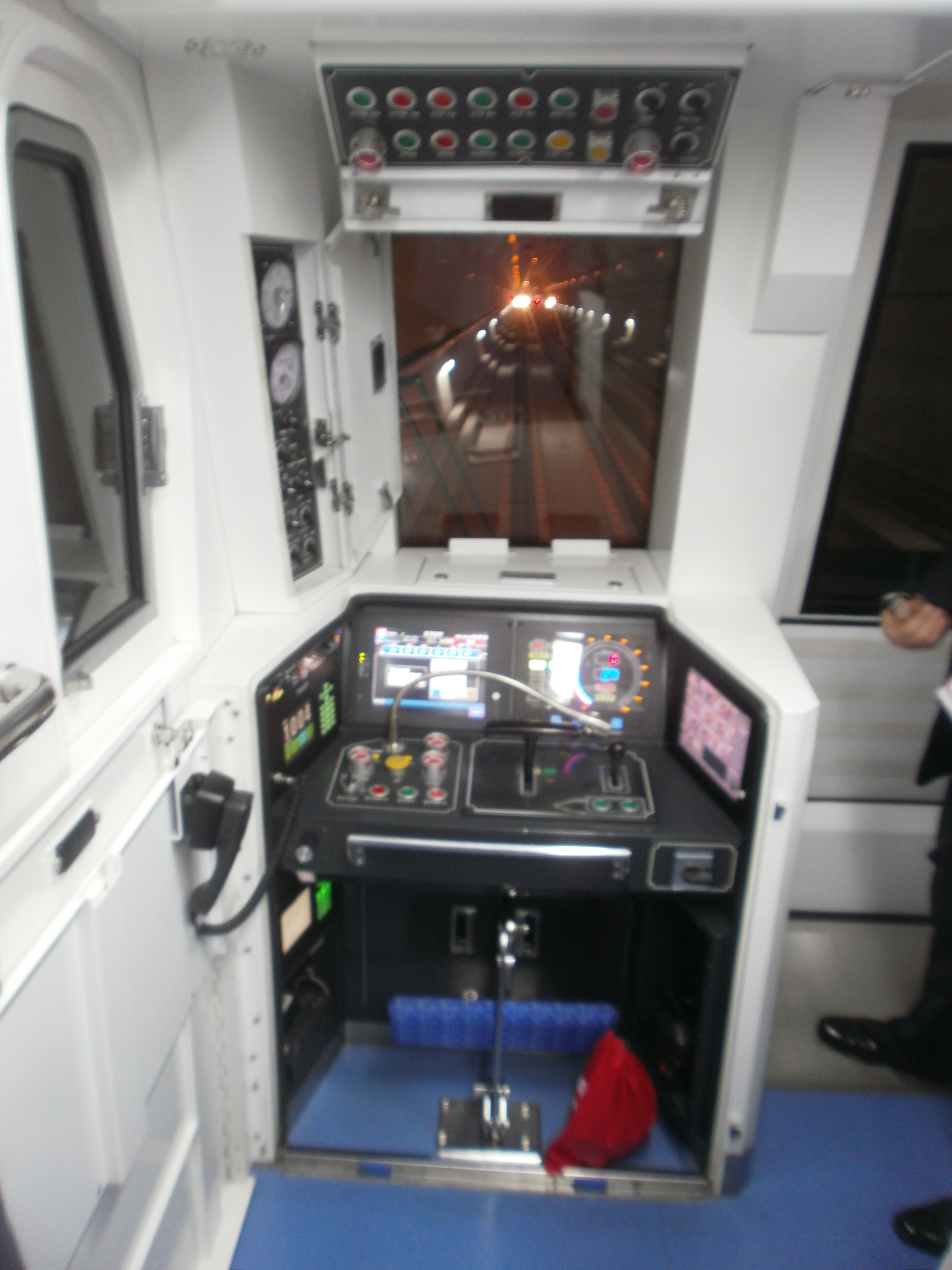
手動運転用の運転台
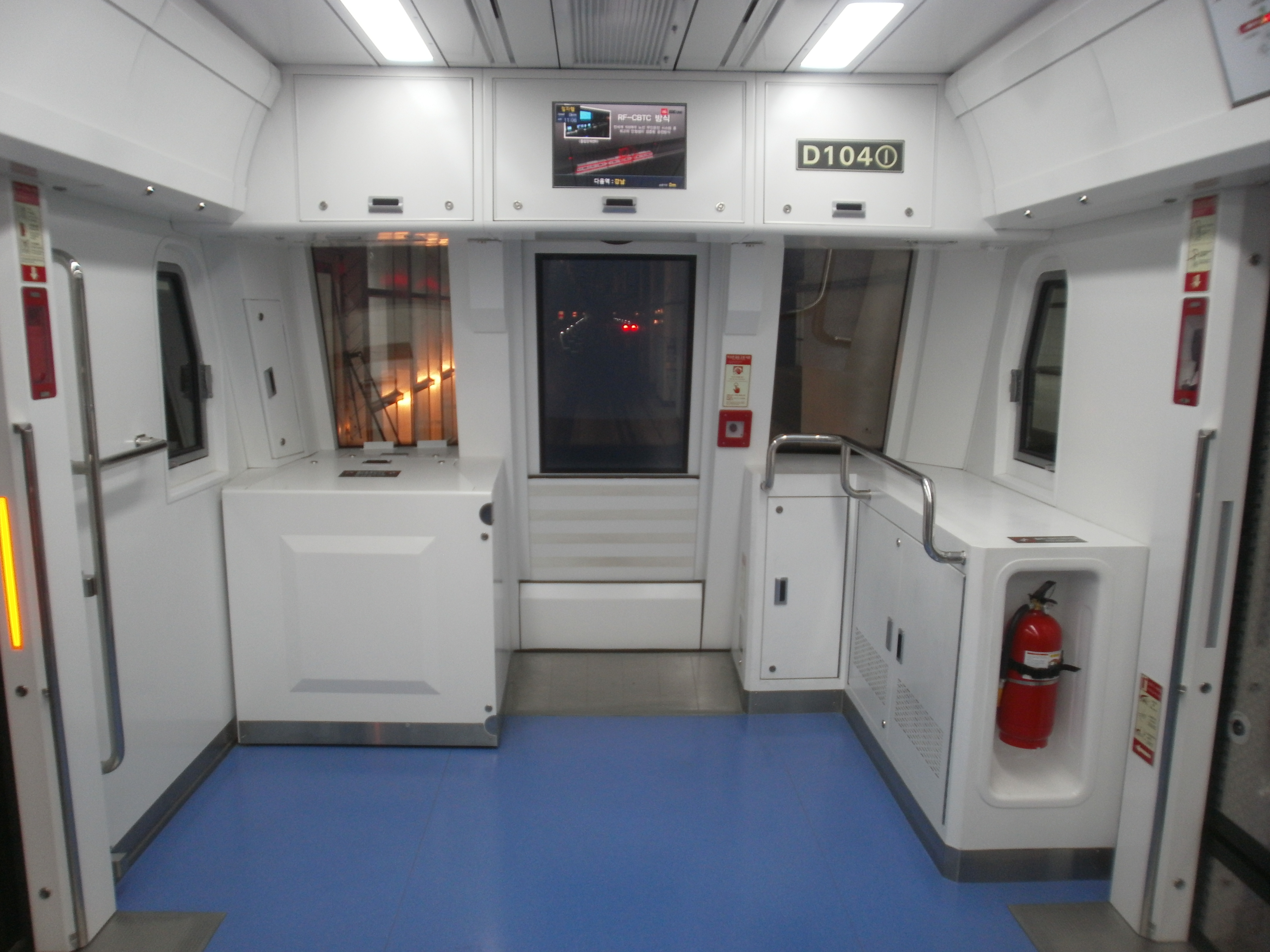
格納された運転台
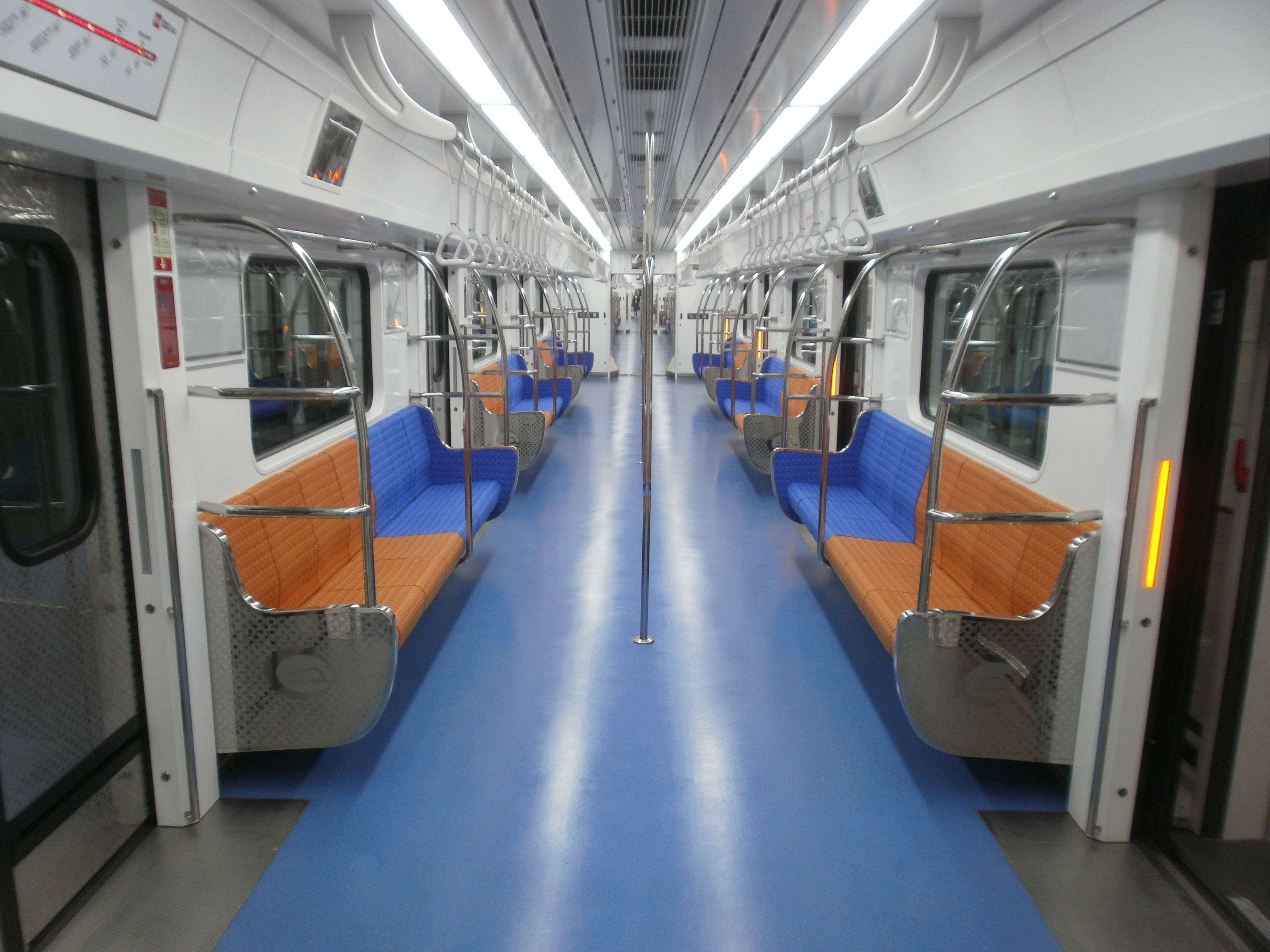
列車内